# Nicole Jäger

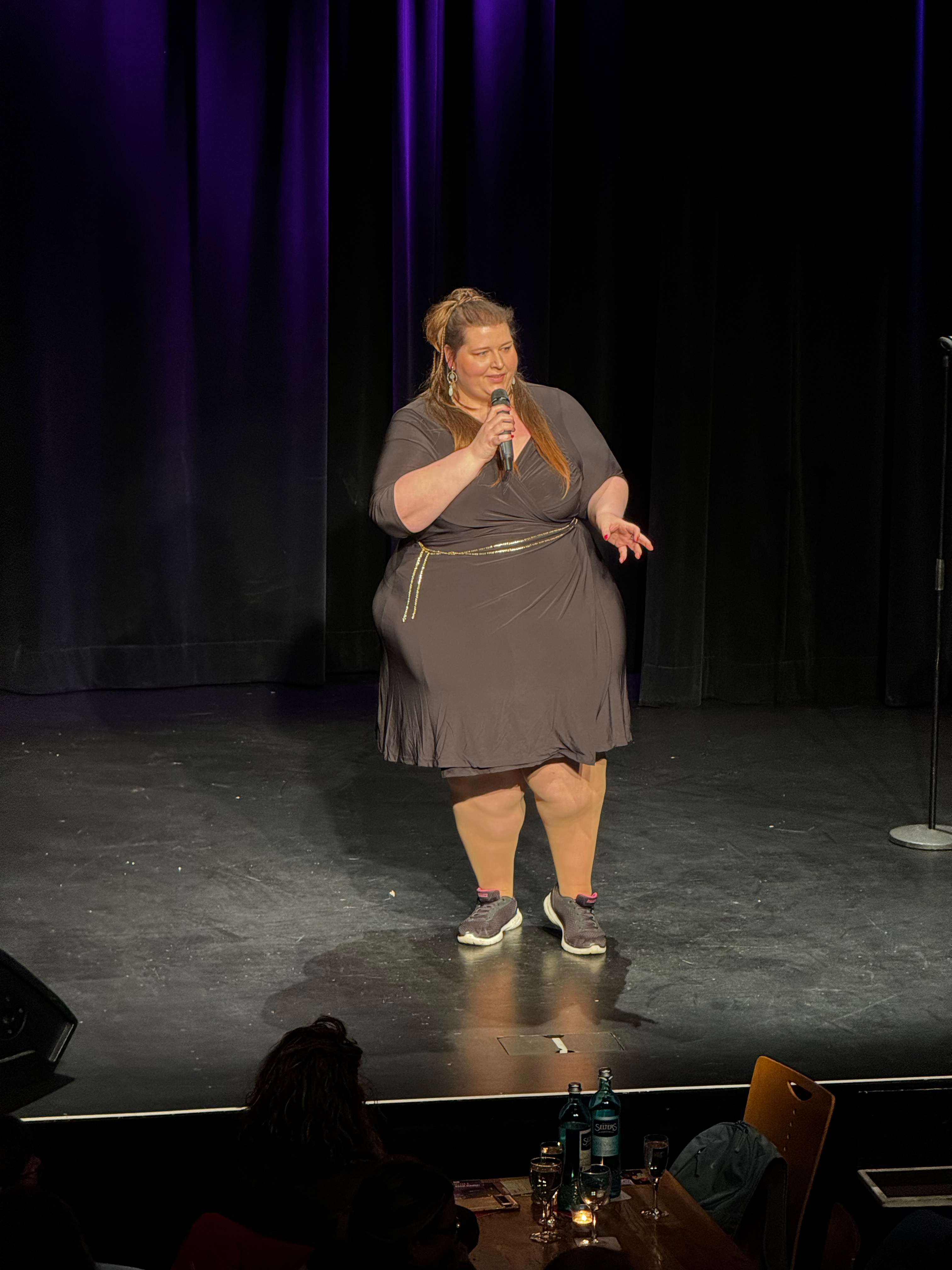
Nicole Jäger, 2024

Nicole Jäger (* 17. Juli 1982 in Hamburg) ist eine deutsche Stand-up-Comedian, Komikerin, Buchautorin und Podcasterin.

## Leben
Nicole Jäger wuchs in Hamburg-Eimsbüttel auf. Mit 15 Jahren hatte sie einen Unfall beim Trampolin-Sport und war danach ein Jahr lang auf einen Rollstuhl angewiesen. Sie erreichte nach eigenen Angaben ein Höchstgewicht von 340 kg. Nach einem vermeintlichen Herzinfarkt, der sich letztlich als Panikattacke herausstellte, beschloss Jäger, ihr Leben zu verändern, begann nach eigenen Angaben auf 170 kg abzunehmen und andere Menschen als Abnehmcoach zu beraten. 2014 veröffentlichte der Sender ZDFinfo die Doku Meine Pfunde, Deine Pfunde – Kampf den Kalorien, in der es sowohl um ihre eigene Geschichte als auch um Coaching ging.
Ende 2015 veröffentlichte der Rowohlt Verlag Jägers erstes Buch Die Fettlöserin, in dem sie ebenfalls ihre Lebensgeschichte sowie ihre Methodik beim Abnehmen beschreibt. Das Buch verkaufte sich über 100.000 Mal.
Ab Januar 2016 war sie mit ihrem ersten Bühnenprogramm Ich darf das, ich bin selber dick unterwegs.
Am 15. Dezember 2017 erschien ihr Buch Nicht direkt perfekt, das sich mit dem Thema Weiblichkeit befasst. Von Januar 2018 bis November 2019 war sie mit dem gleichnamigen Comedy-Programm auf Tour. Jägers drittes Programm „Prinzessin Arschloch“ hatte im Januar 2020 Premiere und wurde von ihr bis zum Mai 2023 gespielt. Ihr aktuelles Programm „Walküre“ hatte im Dezember 2023 im Berliner Theater Die Wühlmäuse Premiere. Neben der reinen Komik enthalten Nicole Jägers Bühnenprogramme auch immer wieder ernste, emotionale Parts.
In ihrem dritten Buch „Unkaputtbar – Wie mein Mangel an Selbstwert zum Problem wurde und wie ich da wieder rauskam“ gab sie an, dass sie über fünf Jahre in einer toxischen Beziehung unter häuslicher Gewalt gelitten habe.
Jäger ist regelmäßig Gast in TV-Comedy-Mixed-Shows wie Olafs Klub im MDR, , dem ZDF Comedy Sommer, dem Quatsch Comedy Club auf Sky , Mario Barth & Friends , Alfons und Gäste, Till Reiners’ Happy Hour oder dem NDR Comedy Club zu Gast. Darüber hinaus ist sie regelmäßig in Unterhaltungssendungen wie Mord mit Ansage, Genial daneben, Genial daneben – Das Quiz, dem Buchstaben Battle oder Mario Barth deckt auf zu sehen.
2018 zeichnete RTL ihr Programm Nicht direkt perfekt auf. Im Dezember 2019 wurde bei Comedy Central das Special Comedy Central presents Nicole Jäger ausgestrahlt. Im Dezember 2020 folgte das zweite Special Comedy Central presents 2021 war sie bei „Smyle on Stage“ bei Sat.1 sowie bei Das große Kleinkunstfestival im Rbb Fernsehen zu sehen. 2022 strahlte 3sat eine verkürzte Version ihres Programmes Prinzessin Arschloch im Rahmen des 3sat-Festivals aus.
Im Dezember 2020 gewann Jäger den Smyle Award der ProSiebenSat.1 Digital GmbH und deren Comedy App Smyle als beste Künstlerin 2020. Sie setzte sich im Voting gegen Erika Ratcliffe und die Gewinnerin des Deutschen Comedypreises Maria Clara Groppler durch.
Seit Februar 2021 veröffentlicht Nicole Jäger zusammen mit Philina Herrmann den Podcast „Ponyhof und Mittelfinger“ für Seven.One Audio.
Jäger engagiert sich dafür, die Aufmerksamkeit für Herzinfarkte bei Frauen zu erhöhen. Diese würden oft nicht als solche erkannt und Frauen gingen im Schnitt eine Stunde später zum Arzt als Männer. Darüber hinaus engagiert sie sich für die 17 Nachhaltigkeitsziele der UN.
Am 22. Februar 2022 nahm sie bei der VOX-Show Showtime of my Life – Stars gegen Krebs teil. Es ging ihr nach eigener Aussage darum, korpulente Frauen dazu zu animieren, zur Vorsorge zu gehen, weil diese sich oft aufgrund ihrer negativen Erfahrungen mit Ärzten nicht zur Vorsorge trauen würden. Im Rahmen der Dokumentation Hirschhausen und die Abnehmspritze erzählte Jäger von ihren eigenen negativen Erfahrungen mit Ärzten und sprach über den Umgang der Gesellschaft mit dicken Menschen.
Im Januar 2023 nahm sie als Kandidatin bei Das große Promibacken auf Sat.1 teil. 2023 gewann sie den Jurypreis des Wettbewerbes Tegtmeiers Erben.
Nicole Jäger lebt in Hamburg.

## Werke (Auswahl)
Neben eigenen Büchern und Hörbüchern hat Nicole Jäger vier Bühnenprogramme, mit denen sie durch Deutschland tourt.

### Bücher
- Die Fettlöserin. Eine Anatomie des Abnehmens. Rowohlt Taschenbuch Verlag, Reinbek 2016, ISBN 978-3-499-63116-0.
- Was hat dich bloß so ruiniert? Rowohlt E-BOOK, Reinbek 2016, ISBN 978-3-644-40065-8.
- Nicht direkt perfekt. Die nackte Wahrheit übers Frausein. Rowohlt Polaris, Reinbek 2018, ISBN 978-3-499-63283-9.
- Unkaputtbar. Wie mein Mangel an Selbstwert zum Problem wurde und wie ich da wieder rauskam. Rowohlt Taschenbuch, Hamburg 2021, ISBN 978-3-499-00584-8.
- Du hast ein Recht darauf, glücklich zu sein. Rowohlt Taschenbuch, Hamburg 2025, ISBN 978-3-499-01507-6.

### Hörbücher
- Die Fettlöserin. Eine Anatomie des Abnehmens. Autorenlesung. Audiobuch, Freiburg i. Br. 2016, ISBN 978-3-89964-945-1.
- Nicht direkt perfekt. Autorenlesung. Audiobuch, Freiburg i. Br. 2017, ISBN 978-3-95862-039-1.
- Unkaputtbar. Autorenlesung. Audiobuch, Freiburg i. Br. 2021.
- Du hast ein Recht darauf, glücklich zu sein. Autorenlesung, Argon Verlag 2025

### Fernsehauftritte
- 2017: DAS! (NDR)
- 2018: Nicht direkt perfekt - Comedy Special (RTL)
- 2019: Mord mit Ansage (SAT.1)
- 2019: Comedy Central presents Nicole Jäger
- 2020: Genial daneben - Das Quiz (SAT.1)
- 2020: Genial daneben (SAT.1)
- 2020: NDR Comedy Club[30]
- 2020: Mario Barth & Friends (RTL)
- 2020: Olafs Klub (MDR)
- 2021: Buchstaben Battle (SAT.1)
- 2022: Showtime of my Life – Stars gegen Krebs (VOX)
- 2022: Mario Barth deckt auf (RTL)
- 2022: Smyle on stage (SAT1.)
- 2022: 3SAT Festival
- 2023: Das große Promibacken (Sat.1)
- 2023: Till Reiners’ Happy Hour (3SAT)
- 2023: ZDF Comedy Sommer, Folge 3[31]
- 2023: Till Reiners’ Happy Hour XXL - Die Sommerparty (3SAT)[32]
- 2024: DAS! (NDR)
- 2024: Till Reiners’ Happy Hour (3SAT)
- 2024: Hirschhausen und die Abnehmspritze[33]
- 2024: Alfons und Gäste[34]
- 2024: SWR Comedy Clash[35]
- 2024: ZDF Comedy Sommer[36]
- 2025: Frau TV

## Bühnenprogramme
- 2016: Ich darf das, ich bin selber dick
- 2018: Nicht direkt perfekt
- 2020: Prinzessin Arschloch
- 2023: Walküre